# زابینه فولکر
زابینه فولکر (انگلیسی: Sabine Völker؛ زادهٔ ۱۱ مهٔ ۱۹۷۳) اسکیت‌باز سرعت اهل آلمان بود.